# ميركو بارباجلي
ميركو بارباجلي (بالإيطالية: Mirko Barbagli)‏ (29 ديسمبر 1982 بأريتسو في إيطاليا - ) هو لاعب كرة قدم إيطالي في مركز الدفاع. لعب مع نادي ألساندريا ونادي برو باتاريا ونادي بيروجيا ونادي ريميني وASD Città di Foligno 1928 ‏ ونادي أريتسو وForlì FC ‏ ونادي غروسيتو.

## روابط خارجية
- ميركو بارباجلي على موقع قاعدة بيانات كرة القدم.إي يو (الإنجليزية)
- ميركو بارباجلي على موقع عالم كرة القدم.نت (الإنجليزية)